# Діпфлінген
Діпфлінген (нім. Diepflingen) — громада  в Швейцарії в кантоні Базель-Ланд, округ Зіссах.

## Географія
Громада розташована на відстані близько 65 км на північний схід від Берна, 9 км на південний схід від Лісталя.
Діпфлінген має площу 1,4 км², з яких на 12,6% дозволяється будівництво (житлове та будівництво доріг), 32,9% використовуються в сільськогосподарських цілях, 53,8% зайнято лісами, 0,7% не є продуктивними (річки, льодовики або гори).

## Демографія
2019 року в громаді мешкало 777 осіб (+35,6% порівняно з 2010 роком), іноземців було 13,5%. Густота населення становила 540 осіб/км².
За віковим діапазоном населення розподілялося таким чином: 23,8% — особи молодші 20 років, 62,7% — особи у віці 20—64 років, 13,5% — особи у віці 65 років та старші. Було 311 помешкань (у середньому 2,5 особи в помешканні).
Із загальної кількості 193 працюючих 0 було зайнятих в первинному секторі, 86 — в обробній промисловості, 107 — в галузі послуг.